# Eugenio Matte Hurtado
Eugenio Matte Hurtado (Santiago, 6 december 1895 - aldaar, 11 januari 1934) was een Chileens revolutionair en medeoprichter van de Partido Socialista (Socialistische Partij) in 1933.

## Biografie
Hij was de zoon van Juan Matte Baeza en Edelmira Hurtado Minville en stamde uit een burgerlijke familie. Hij studeerde rechten aan de Universiteit van Chili en vestigde zich na het voltooien van zijn studie als advocaat in Santiago. In 1931 werd hij door dictator Carlos Ibáñez del Campo om zijn linkse politieke ideeën verbannen naar het Paaseiland. Na de val Ibáñez later dat jaar kon hij naar het Santiago terugkeren en was - o.a. met kolonel Marmaduke Grove - medeoprichter van de socialistische Nueva Acción Pública (Nieuwe Publieke Actie).
In juni 1932 was hij betrokken bij de staatsgreep die een einde maakte aan het bewind van president Juan Esteban Montero. Na de staatsgreep werd hij lid van de Junta van de Regering die op 4 juni 1932 de República Socialista de Chile (Socialistische Republiek Chili) uitriep. Binnen de junta ontstonden al snel meningsverschillen tussen gematigde en radicale krachten, waarbij Matte en Grove duidelijk tot de laatste groep behoorden. De gematigde socialist Carlos Dávila pleegde op 16 juni met medewerking van enkele officieren een nieuwe staatsgreep en liet radicale juntaleden, waaronder Matte en Grove interneren op het Paaseiland. Na de val van de regering van president Dávila in september 1932 schreef het overgangsbewind verkiezingen uit. Matte, inmiddels vanuit zijn ballingsoord teruggekeerd, werd bij die verkiezingen als enige lid van de NAP in de Senaat gekozen.
Op 19 april was hij een van de oprichters van de Partido Socialista (Socialistische Partij). Deze nieuwe socialistische partij was een vereniging van vier socialistische groeperingen, waaronder de NAP.
Matte overleed in 1934 op 38-jarige leeftijd aan een longaandoening. Zijn zetel in de Senaat werd opgevuld door Marmaduke Grove.

## Vrijmetselarij
Eugenio Matte sloot zich op jonge leeftijd aan bij de Gran Logia de Chile. Hij was van 1932 tot 1933 grootmeester.